# Pippa Harris

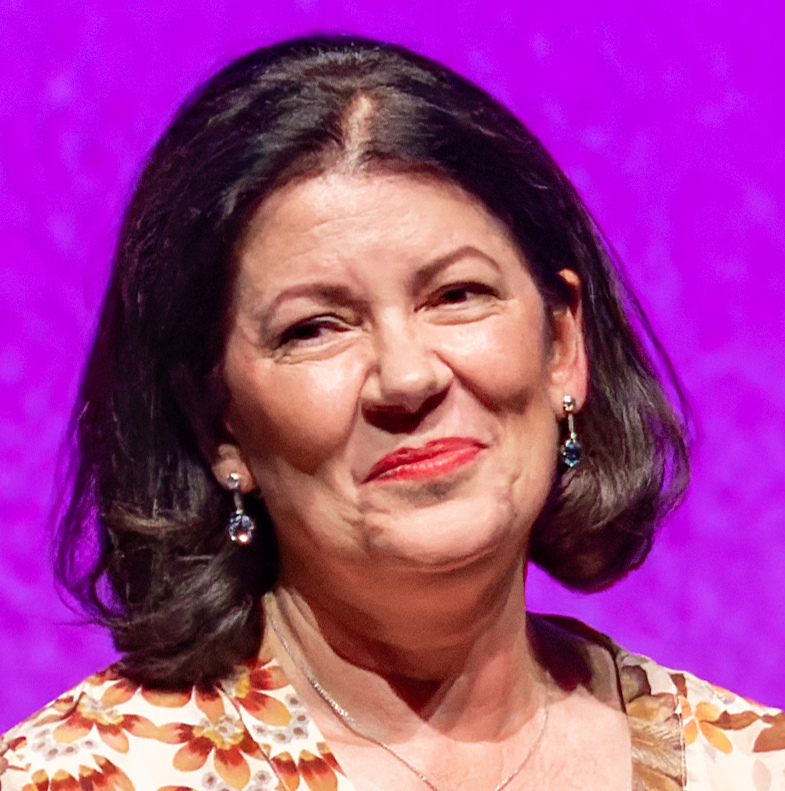
Pippa Harris bei der Vorstellung von Empire of Light im Oktober 2022 beim London Film Festival

Dame Philippa Jill Olivier Harris, DBE (* 27. März 1967 in London), bekannt als Pippa Harris, ist eine britische Film- und Fernsehproduzentin.

## Leben
Im Jahr 2003 gründete Pippa Harris gemeinsam mit Sam Mendes und Caro Newling das Produktionsunternehmen Neal Street Productions. Bevor Harris Entwicklungsleiterin bei BBC Films und dann ausführende Produzentin für BBC Drama Serials wurde, war sie als Redakteurin bei ITV und Channel Four tätig. Im Jahr 2001 wurde sie Head of Drama Commissioning für die BBC. Sie diente als Beraterin des ehemaligen Vorsitzenden der Liberaldemokraten Nick Clegg MP, bei dem sie am Robinson College in Cambridge studiert hatte. Seit 2015 ist Harris Dame Commander of the Order of the British Empire (DBE).
Im Jahr 2018 wurde Harris nach einem Jahr als stellvertretende Vorsitzende zur Vorsitzenden der British Academy of Film and Television Arts ernannt und ist Vorstandsmitglied der Royal Central School of Speech and Drama. Ende Juni 2020 wurde Pippa Harris ein Mitglied der Academy of Motion Picture Arts and Sciences.

## Filmografie (Auswahl)
Producer
- 2006: Starter for 10
- 2007: Wer war Stuart Shorter? (Stuart: A Life Backwards, Fernsehfilm)
- 2012: Blood – You Can’t Bury The Truth (Blood)
- 2019: 1917
- 2022: Empire of Light

Co-Producer
- 2005: Jarhead – Willkommen im Dreck (Jarhead)

Executive Producer
- 2000: Care (Fernsehfilm)
- 2002: Night Flight (Fernsehfilm)
- 2003: The Young Visiters (Fernsehfilm)
- 2007: Eine neue Chance (Things We Lost in the Fire)
- 2008: Zeiten des Aufruhrs (Revolutionary Road)
- 2009: Away We Go – Auf nach Irgendwo (Away We Go)
- 2012–2016: The Hollow Crown (Fernsehserie, 7 Episoden)
- seit 2012: Call the Midwife – Ruf des Lebens (Call the Midwife, Fernsehserie)
- 2014–2016: Penny Dreadful (Fernsehserie, 27 Episoden)

## Auszeichnungen
BAFTA Award
- 2013: Nominierung für das Beste Single Drama (The Hollow Crown, Folge Richard II)
- 2013: Nominierung für den Publikumspreis (Call the Midwife)
- 2017: Nominierung für die Beste Mini-Serie (The Hollow Crown)
- 2020: Auszeichnung als Bester Film (1917)
- 2020: Auszeichnung als bester Britischer Film (1917)

Oscar
- 2020: Nominierung als Bester Film (1917)

Producers Guild of America Award
- 2020: Auszeichnung als Bester Film (1917)[5]